# Ultimate Victory
Ultimate Victory è il secondo album del rapper Chamillionaire, pubblicato il 18 settembre 2007 sotto le case discografiche Chamillitary Entertainment e Universal Records.

## Il disco
Il disco include i featuring di Krayzie Bone, Lil' Wayne, Pimp C, Slick Rick, K-Ci, Bun B, Famous (che nella traccia You Must Be Crazy appare come Lil' Ken) e Devin The Dude. Bun B, Lil' Wayne e Krayzie Bone avevano già partecipato al precedente album The Sound of Revenge.
Le produzioni sono più importanti sono quelle di J.R. Rotem, Play-N-Skillz, Rick Rock e The Runners.
Il primo singolo è Hip Hop Police, in collaborazione con Slick Rick. Il brano The Bill Collecta, uscito in contemporanea con l'album, non è ufficialmente un singolo di Chamillionaire, sebbene sia possibile sentirlo sulla pagina del MySpace dell'artista.
Ultimate Victory è uscito anche in una versione speciale, accompagnata da un DVD.

## Tracce
| #  | Traccia                                           | Produttore/i        | Featuring      | Durata |
| -- | ------------------------------------------------- | ------------------- | -------------- | ------ |
| 1  | The Morning News                                  | Kane Beatz          |                | 3:58   |
| 2  | Hip Hop Police                                    | J.R. Rotem          | Slick Rick     | 4:11   |
| 3  | Standing Ovation                                  | Kane Beatz          |                | 4:27   |
| 4  | Won't Let You Down                                | Kane Beatz          | K-Ci           | 4:37   |
| 5  | Industry Groupie                                  | J. R. Rotem         |                | 3:32   |
| 6  | Pimp Mode                                         | Happy Perez         | Bun B          | 5:22   |
| 7  | Rock Star                                         | The Beat Bullies    | Lil' Wayne     | 5:00   |
| 8  | (Skit)                                            |                     |                | 3:04   |
| 9  | The Bill Collecta                                 | Play-N-Skillz       | Krayzie Bone   | 3:51   |
| 10 | The Ultimate Vacation                             | The Beat Bullies    |                | 4:05   |
| 11 | Come Back To The Streets                          | The Runners         |                | 4:52   |
| 12 | I Think I Love You                                | The Beat Bullies    |                | 4:43   |
| 13 | The Evening News                                  | Kane Beatz          |                | 4:08   |
| 14 | Welcome to the South                              | Kane Beatz          | Pimp C         | 4:12   |
| 15 | You Must Be Crazy                                 | Dave M.G.           | Lil Ken        | 4:54   |
| 16 | We Breakin Up                                     | Chops               |                | 4:40   |
| 17 | Stuck In The Ghetto (Skit)                        | Tony Henry          |                | 1:45   |
| 18 | Rocky Road                                        | Happy Perez         | Devin the Dude | 4:59   |
| 19 | The Ultimate Victory                              | Happy Perez         |                | 3:11   |
| 20 | Somebody's Gonna Get Hurt (Best Buy Bonus track)  | Rick Rock           |                | 4:26   |
| 21 | Keep It On The Hush (Best Buy Bonus track)        | Rick Rock & Matty P | Lloyd          | 4:01   |
| 22 | Still Countin' My Cash (iTunes Store Bonus track) |                     |                | 4:25   |

## Posizioni in classifica
| Classifica                           | Posizione massima |
| ------------------------------------ | ----------------- |
| USA Billboard Hot 200                | 8                 |
| USA Billboard Top Rap Albums         | 3                 |
| USA Billboard Top R&B/Hip-Hop Albums | 3                 |
| USA Billboard Top Digital Albums     | 8                 |
| USA Billboard Comprehensive Albums   | 8                 |
| USA Billboard Tastemakers            | 4                 |

## Critica
| Recensione su    | Giudizio                                                             |
| ---------------- | -------------------------------------------------------------------- |
| About.com        | link Archiviato il 10 novembre 2014 in Internet Archive.             |
| All Music Guide  | link                                                                 |
| AllHipHop.com    | link Archiviato il 1º dicembre 2008 in Internet Archive.             |
| TheDailyYo!      | link                                                                 |
| Djbooth.net      | link                                                                 |
| Dropmagazine.com | 7.0/10, Solid link Archiviato il 17 maggio 2008 in Internet Archive. |
| HipHopDX.com     | link                                                                 |
| Okayplayer       | link                                                                 |
| Rap Muzik        | link                                                                 |
| RapReviews.com   | link                                                                 |
| Rapcommunity.de  | link                                                                 |
| Rolling Stone    | link Archiviato il 22 aprile 2009 in Internet Archive.               |
| Sixshot          | link                                                                 |
| XXL              | link                                                                 |